# Назірна
Назі́рна — село в Україні, у Підгайчиківській сільській громаді Коломийського району Івано-Франківської області.

## Історія
Указом Президії Верховної Ради УРСР 23 жовтня 1940 р. Назирнянська сільська рада з Гвоздецького району передана до Коломийського.

## Населення

### Мова
Розподіл населення за рідною мовою за даними перепису 2001 року:
| Мова       | Кількість | Відсоток |
| ---------- | --------- | -------- |
| українська | 385       | 100%     |

## Відомі люди
- Терлецький Остап Степанович — галицький громадсько-політичний діяч, публіцист та літературознавець.

- . Колісняк Роман Дмитрович (10.02.1977-25.10.2022)- учасник російсько-української війни.

| Україна | Це незавершена стаття з географії України. Ви можете допомогти проєкту, виправивши або дописавши її. |

1. ↑  Рідні мови в об'єднаних територіальних громадах України — Український центр суспільних даних